# Poets of the Fall
A Poets of the Fall (röviden POTF) egy finn rockegyüttes, amely 2003-ban alakult meg Helsinkiben. Dalaik a lírai hangzású rockzenétől a heavy metálig többféle stílust átfognak, de egyértelműen egyik stílusba sem sorolható be.
Alapító tagjai Marko Saaresto, Oliver Tukiainen és Markus Kaarlonen , és az együttes akkor vette kezdetét, amikor Marko eladott mindent, hogy sikeres zenész lehessen, aztán Oliver és Markus nappaliját stúdióvá, a pincéjüket pedig lakássá alakították át Markonak, aki nem engedhette meg magának, hogy lakást béreljen. Az együttes eddig négy stúdióalbumot készített, Finnországban pedig már több mint 100.000 lemezük kelt el.

## Történet
2003-ban Marko barátja, Sami Järvi, aki a Remedy Entertainmentnél íróként dolgozott, átadta egy elkészült versét és arra kérte, hogy zenésítsék meg a Remedy hamarosan megjelenő Max Payne 2 című játékához. A megzenésített változatból lett az első kiadott számuk, a Late Goodbye, amellyel megnyerték a G.A.N.G. (San José) első díját 2004-ben.
Az első teljes albumuk a  Signs of Life volt, amely 2005-ben került kiadásra, s két Emma-díjat is hozott (ez a finn Grammy-díj), egyet a legjobb debütáló albumért.
Következő albumuk a Carnival of Rust volt, mely 2006 áprilisában lett kiadva, s mindkét lemez platinalemez lett Finnországban.
A harmadik album, Revolution Roulette címmel 2008 márciusában lett kiadva, s néhány hét után már aranylemez lett.
Ezeken kívül még számos kislemezt is kiadtak, s új albumuk, Twilight Theater, kiadását 2010 március 17.-ére harangozták be, ami ekkor csak Finnországban kerül kiadásra.
Az együttes a következő országokban volt turnézni: Finnország, Norvégia, Dánia, Németország, Amerikai Egyesült Államok, Észtország, Lettország és India.

## Tagok
- Marko "Mark" Saaresto, (ének, szövegíró)
- Oliver "Olli(e)" Tukiainen (gitár)
- Markus "Captain" Kaarlonen (billentyűk)
- Jani Snellman (basszusgitár)
- Jaska Mäkinen (ritmusgitár, háttérvokál)
- Jari Salminen (dobok)

## Diszkográfia

### Albumok
- Signs of Life (2005)
- Carnival of Rust (2006)
- Revolution Roulette (2008)
- Twilight Theater (2010)
- Temple of Thought (2012)
- Jealous Gods (2014)
- Clearview (2016)
- Ultraviolet (2018)
- Ghostlight  (2022)

### Kislemezek
- Late Goodbye (2004)
- Lift (2004)
- Carnival of Rust (2006)
- Sorry Go 'Round (Limitált példányszám, 2006)
- Locking Up the Sun (2006)
- The Ultimate Fling (2008)
- Diamonds for Tears (2008)
- Dreaming Wide Awake (Limitált példányszám, 2010)
- War” (2010)
- Given and Denied” (2010)
- Can You Hear Me” (2011)
- No End, No Beginning” (2011)
- Cradled in Love” (2012)
- The Happy Song (2012)
- Kamikaze Love (2012)
- The Lie Eternal (2012)
- Daze (2014)
- Love Will Come to You (2015)
- Choice Millionaire (2015)
- Drama for Life (2016)
- Children of the Sun (2017)
- False Kings (2018)
- Dancing on Broken Glass (2018)
- Partir avec moi (2019)
- Requiem for My Harlequin (2022)

### Válogatás albumok
- Best of Poets of the Fall  (2009)